# Ellie Lee
Ellie Lee (* 1969) ist eine britische Soziologin. Sie lehrt Sozialpolitik an der School of Social Policy, Sociology and Social Research (SSPSSR) der University of Kent und ist Leiterin des Centre of Parenting Culture Studies derselben Einrichtung. Lee ist eine Pionierin auf dem jungen Forschungsgebiet der Kultur der Elternschaft.

## Leben und Forschungsarbeit
Lee hat in den späten 1990er Jahren am Centre of Women’s Studies der SSPSSR promoviert. 2000–2004 war sie Dozentin an der University of Southampton, wo sie als Research Fellow anschließend über Schwangerschaften und Schwangerschaftsabbrüche bei Teenagern geforscht hat. Lee ist eine artikulierte Befürworterin des Rechtes von Frauen auf Schwangerschaftsabbrüche. Im Oktober 2007 berichtete sie vor dem Science and Technology Select Committee des House of Commons über den Bedarf von Frauen an Schwangerschaftsabbrüchen nach dem ersten Schwangerschaftstrimester. 2004 kehrte sie von der University of Southampton an die SSPSSR zurück, wo sie heute als Senior Lecturer unterrichtet.
Zu ihren weiteren Interessen- und Forschungsgebieten zählen die Reproduktionsmedizin, die Säuglingsernährung, die postpartalen Depressionen und die Gesundheit von Männern.

## Publikationen (Auswahl)
Bücher
- Abortion, Motherhood and Mental Health: The Medicalization of Reproduction in the U.S. and Britain. Aldine Transaction, New York 2003, ISBN 0-202-30680-1.
- mit Jennie Bristow, Charlotte Faircloth, Jan Macvarish: Parenting Culture Studies. Palgrave Macmillan, 2014, ISBN 978-1-137-30463-6.

Aufsätze
- mit Frank Furedi: Mothers’ experience of, and attitudes to, the use of infant formula for feeding babies, SSPSSR, 2005.
- Health, morality, and infant feeding: British mothers' experiences of formula milk use in the early weeks. Sociology of Health & Illness, Band 29, 2007, S. 1075–1090.
- Living with risk in the age of 'intensive motherhood': Maternal identity and infant feeding. Health, Risk & Society, Band 10, 2008, S. 467–477.
- mit Jan Macvarish und Jennie Bristow: Risk, health and parenting culture. Health, Risk & Society, Band 12, 2010, S. 293–300.
- mit Charlotte Faircloth: Introduction: Changing Parenting Culture. Sociological Research Online, Band 15, 2010.
- Breast-feeding advocacy, risk society and health moralism: a decade’s scholarship. Sociology Compass, Band 5, 2011, S. 1058–1069.